# 福井県道134号鯖江停車場線
福井県道134号鯖江停車場線（ふくいけんどう134ごう さばえていしゃじょうせん）は福井県鯖江市内の国道と駅、県道を結ぶ一般県道である。

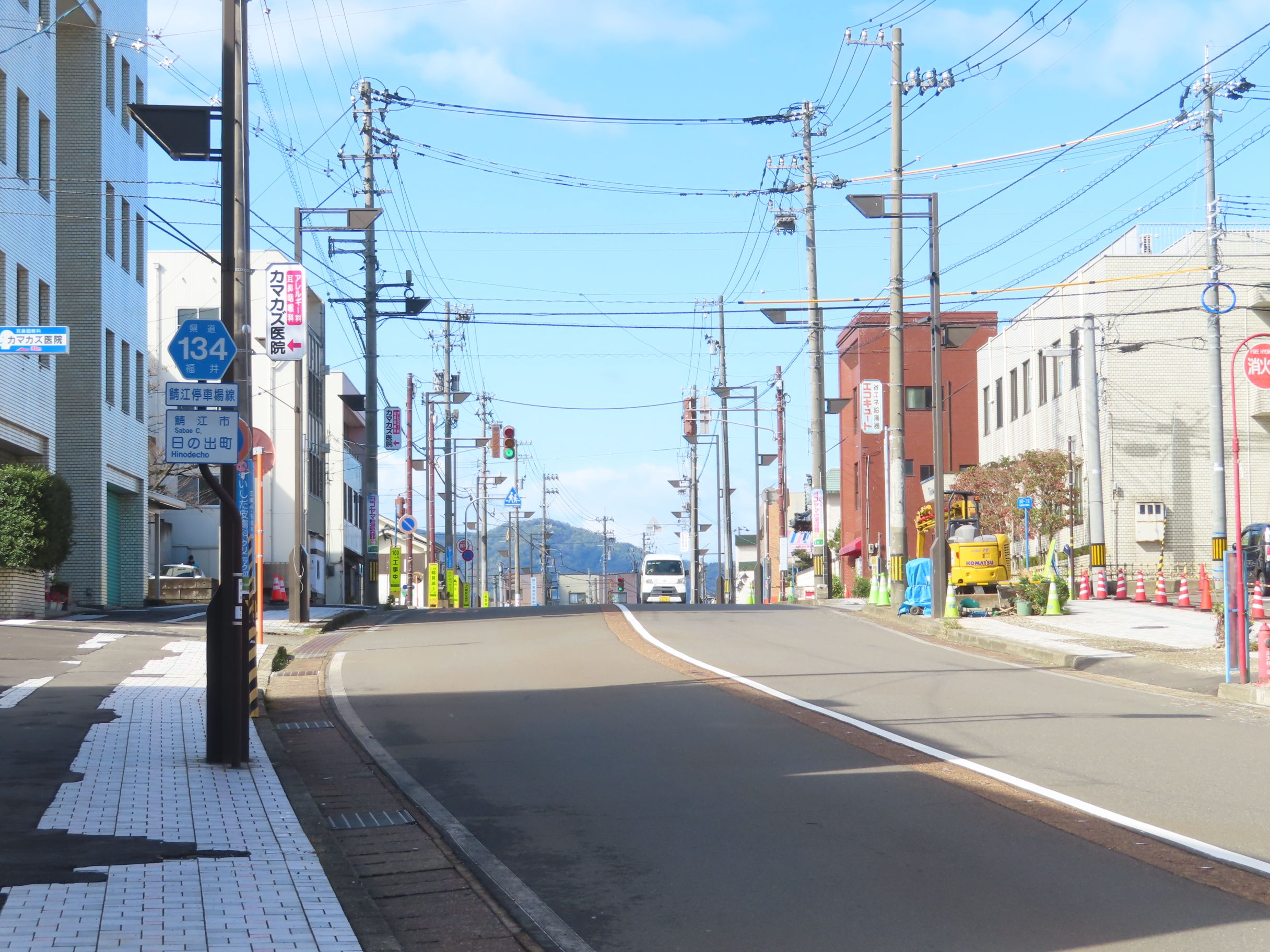
鯖江市日の出町（2023年10月）

## 路線概要
福井県道194号西尾鯖江停車場線と共にJR鯖江駅へのアクセスを担う県道である。国道417号に接続し、鯖江市南部の駅へのアクセスを一手に担っている。もう一つの鯖江駅の停車場線である福井県道194号は越前市から鯖江駅を繋ぐ県道なので、鯖江市内の沿線周辺の住民のみを対象にしているが、この県道134号は国道417号を介し本来の意味で鯖江駅へ車両を誘導する役割を果たしている県道といえる。指定区間はそれほど長くは無いが、重要な道路といえる。

### 路線データ
- 起点：福井県鯖江市柳町（鯖江駅）
- 終点：同市本町

## 道路状況
鯖江市駅前の商店街が軒を連ねる県道である。若干シャッター通りになりつつあるが、人通りは多く活気のある道である。ただし商店街らしく路上駐車や歩行者の横断が多く、車両で通行するとやや通りにくいと感じることもある道である。途中で大きく右折（左折）しており、トレースにはやや注意が必要な道でもある。利用も多く鯖江市民にとって非常に重要な県道であることが窺える道である。

## 接続道路
- 国道417号（終点）
- 福井県道194号西尾鯖江停車場線（起点）

## 沿線
- ハピラインふくい線 鯖江駅
- 誠照寺